# 圣欧班达尔克奈
圣欧班达尔克奈（法語：Saint-Aubin-d'Arquenay，法語發音：[sɛ̃.t‿obɛ̃ daʁkənɛ] ⓘ）是法国卡尔瓦多斯省的一个市镇，属于卡昂区。

## 地理
圣欧班达尔克奈（49°15'44"N, 0°17'19"W）面积3.29 平方千米，位于法国诺曼底大区卡爾瓦多斯省，该省份为法国西北部沿海省份，北濒大西洋英吉利海峡，东北与滨海塞纳省以海上边界相接，东临厄尔省，南至奧恩省，西与芒什省接壤。
与圣欧班达尔克奈接壤的市镇（或旧市镇、城区）包括：贝努维尔、科勒维尔-蒙哥马利、维斯特雷阿姆。

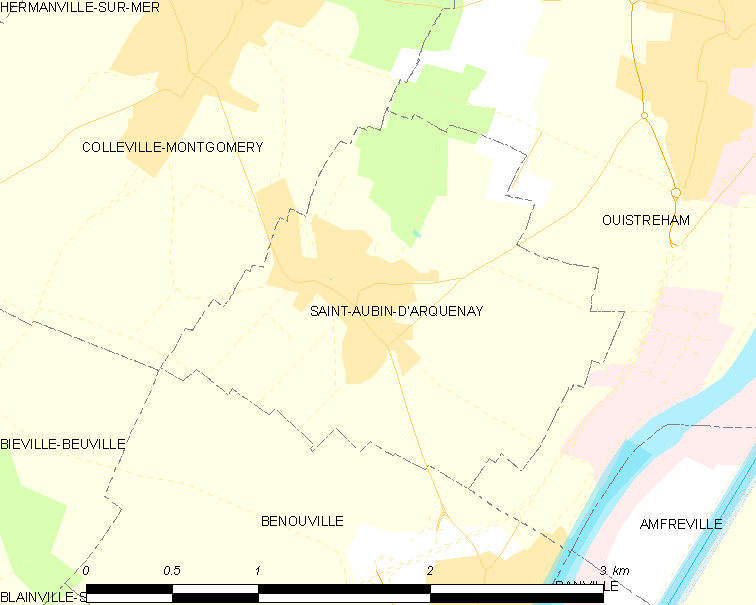
圣欧班达尔克奈的OSM定位图

圣欧班达尔克奈的时区为UTC+01:00、UTC+02:00（夏令时）。

## 行政
圣欧班达尔克奈的邮政编码为14970，INSEE市镇编码为14558。

## 政治
圣欧班达尔克奈所属的省级选区为维斯特雷阿姆县。

## 人口

1962-2008年间圣欧班达尔克奈人口变化图示

圣欧班达尔克奈于2022年1月1日时的人口数量为1119人。